# Santa María kommun, Córdoba
Departamento de Santa María är en kommun i Argentina.   Den ligger i provinsen Córdoba, i den centrala delen av landet, 700 km nordväst om huvudstaden Buenos Aires. Antalet invånare är 86 083. Arean är 3 427 kvadratkilometer.
Terrängen i Departamento de Santa María är varierad.
Trakten runt Departamento de Santa María består till största delen av jordbruksmark. Runt Departamento de Santa María är det ganska glesbefolkat, med 29 invånare per kvadratkilometer.